# Ribautodelphax albostriata
Ribautodelphax albostriata är en insektsart som först beskrevs av Franz Xaver Fieber 1866.  Ribautodelphax albostriata ingår i släktet Ribautodelphax och familjen sporrstritar. Inga underarter finns listade i Catalogue of Life.